# Обсерватория мистера Барклая
Обсерватория мистера Барклая — частная астрономическая обсерватория в Лейтоне (Эссекс, Великобритания), основанная в 1860 году Гёрни Барклаем (J. Gurney Barclay). В 1885 году были опубликованы последние результаты, в которых указывалось на очень плохие условия для наблюдений (скорее всего вследствие климатических условий и возрастающего влияния Лондона), после чего деятельность прекращена.
Инструменты обсерватории:
- 7,5-дюймовый рефрактор производства Alvan Clark
- Рефрактор производства «Cooke and Sons of York» (D = 10 дюймов; F= 12 футов)
- Меридианный круг (D = 4 дюйма; F = 4 фута), диаметр круга 3 фута

Направления исследований — астрометрия (двойные звезды, кометы, спутники Сатурна и Юпитера — события в системах, покрытия звёзд и Нептуна Луной), метеорология.
Основное достижение — наблюдения Comet II (1862). Ещё одним результатом стало обнаружение повышения средней температуры за счёт искусственных факторов (близлежащий Лондон — город с большим населением).